# Rabka-Zdrój (gemeente)
De gemeente Rabka-Zdrój (tot 2001 gmina Rabka) is een stad- en landgemeente in de Poolse woiwodschap Klein-Polen, in powiat Nowotarski.
De zetel van de gemeente is in Rabka-Zdrój.
Op 30 juni 2004 telde de gemeente 17 153 inwoners.

## Oppervlakte gegevens
In 2002 bedroeg de totale oppervlakte van gemeente Rabka-Zdrój 69,02 km², waarvan:
- agrarisch gebied: 48%
- bossen: 43%

De gemeente beslaat 4,68% van de totale oppervlakte van de powiat.

## Demografie
Stand op 30 juni 2004:
| Omschrijving                   | Totaal | Totaal | Vrouwen | Vrouwen | Mannen | Mannen |
| ------------------------------ | ------ | ------ | ------- | ------- | ------ | ------ |
| eenheid                        | aantal | %      | aantal  | %       | aantal | %      |
| inwoners                       | 17 153 | 100    | 8995    | 52,4    | 8158   | 47,6   |
| bevolkingsdichtheid (inw./km²) | 248,5  | 248,5  | 130,3   | 130,3   | 118,2  | 118,2  |

In 2002 bedroeg het gemiddelde inkomen per inwoner 1208,16 zł.

## Administratieve plaatsen (sołectwo)
Chabówka, Ponice, Rdzawka.

## Aangrenzende gemeenten
Lubień, Mszana Dolna, Niedźwiedź, Nowy Targ, Raba Wyżna
- Virtual International Authority File: 301289880